# Artère jéjunale
Les artères jéjunales sont trois à huit artères systémiques de l'abdomen qui vascularisent le jéjunum, partie proximale de l'intestin grêle.

## Origine
Les artères jéjunales naissent du bord gauche de l'artère mésentérique supérieure.

## Trajet
Les artères jéjunales cheminent obliquement en bas et à gauche dans le mésentère dans lequel elles forment trois à quatre arcades artérielles successives. De la dernière arcade naissent des vaisseaux qui pénètrent la paroi du jéjunum.

## Zone de vascularisation
Les artères jéjunales vascularisent la totalité du jéjunum entre l'angle duodéno-jéjunal et sa transition avec l'iléon.